# Most (bevanda)
Il Most è una bevanda fermentata a basso contenuto alcolico (4,5-5°), ottenuta dalla lavorazione e fermentazione di particolari pere denominate localmente Klotzen o Peruc di S. Michel che, grazie a particolari caratteristiche di tannicità, consente la produzione di questa bevanda. In alcune zone vengono trasformate anche altre varietà come le pere Tebka. Viene prodotto in tutte le zone montane del Friuli-Venezia Giulia. È riconosciuto tra i Prodotti Agroalimentari Tradizionali Friulani e Giuliani
.